# Magnus Jernemyr

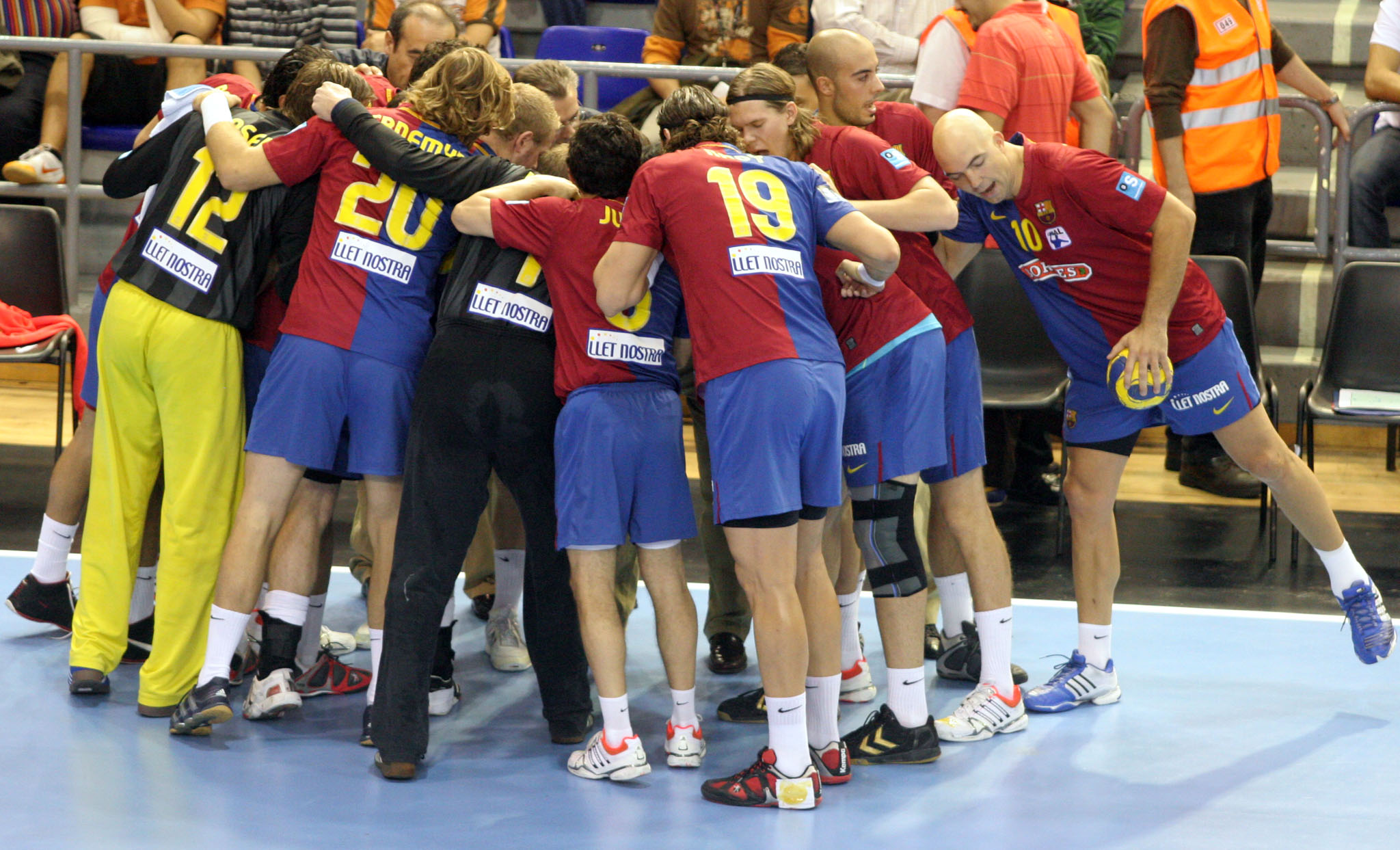
Jernemyr (med nummer 20 på ryggen) vid en match med FC Barcelona, 2008.

Eric Gösta Magnus Jernemyr, född 18 juni 1976 i Sala, är en svensk handbollsspelare. Han har spelat i bland annat Redbergslids IK, spanska FC Barcelona och tyska GWD Minden. Sedan 2019 arbetar han som travtränare på heltid.
När Jernemyr kom till Redbergslids IK spelade han vänsternia, men eftersom klubben behövde mittsexor och han hade de fysiska förutsättningarna så övergick han helt till att spela där. I mars 1998 skadade Jernemyr nacken under en match i Lundbystrand mot HP Warta. Sedan dess har han nedsatt känsel i högerarmen. Därför spelade han sedan dess endast försvarsspel, med några enstaka kontringar.
Under slutet av 00-talet och början av 2010-talet var Jernemyr ansedd som en av handbollsvärldens bästa försvarsspelare.

## Landslagsspel
Jernemyr debuterade i landslaget 2005 och gjorde mästerskapsdebut vid EM 2008 i Norge.

## Meriter

### Inom klubblag
- Champions League-mästare 2011 med FC Barcelona
- Spansk mästare tre gånger (2011, 2012 och 2013) med FC Barcelona
- Svensk mästare sju gånger (1995, 1996, 1997, 1998, 2000, 2001 och 2003) med Redbergslids IK

### Placeringar med landslaget
- EM 2008 i Norge: 5:a
- VM 2009 i Kroatien: 7:a
- VM 2011 i Sverige: 4:a
- EM 2012 i Serbien: 12:a
- OS 2012 i London:  Silver
- EM 2014 i Danmark: 7:a